# ダン・クロフォード
ダン・クロフォード（Dan Crawford, 1953年11月23日 - ）は、NBAのレフェリー（審判員）。アメリカ合衆国イリノイ州シカゴ出身。1984-85シーズンより現在に至るまでNBAでレフェリーを務めている。"背番号は43番"。2016-2017シーズン終了時で、レギュラーシーズンで、2000試合以上、プレーオフで300試合以上、ファイナルでは23試合を担当している。

## 経歴
1976年、ノースイースタンイリノイ大学を卒業し、12年間ハイスクールバスケットボールのレフェリーを務め、更に8年間をカレッジで、4年間をCBAで務めた。
クロフォードは、ダラス・マーベリックスに対して均衡の取れない数のファウルをコールしたとESPNのウェブサイト記事で批判された。記事では、 
マブスは、マーク・キューバンがオーナーの期間、クロフォードが審判を務めたプレーオフで、2勝16敗の記録を残しており、最近17試合のうち16試合に敗れている。一方で、マブスは残りのプレーオフでは48勝41敗と勝ち越している。キューバンは11年の間に審判判定に対し苦言を公にしたことで、数百万ドルの制裁金を支払っている。マブスは、2001年以来のプレーオフで、クロフォードがレフェリーの際に、対戦相手より1試合平均2.3回多くファウルをコールされており、フリースローは6.8回少ない。クロフォード以外でもマブスのほうが少ないが、その場合でも1回程度である。
元レフェリーの ティム・ドナヒー は、ESPNのラジオ放送で、クロフォードは自分のマブスに関するこの記録を誇りに思っていると語っている。